# Prospero Randella
Prospero Randella (ou Rendella ; 1540-1630) est un œnologue italien, originaire de Monopoli, petite cité de la province de Bari dans le sud de l'Italie. Il était jurisconsulte et disciple de Bacchus.

## Publications
- (la) Prospero Randella, Tractatus de vinea, vindemia et vino... In quo quae ad vinea tutelam et culturam, Vindimiae opus, Vinitoris documenta pertinent. Ac plures quaestiones, et leges animadvertuntur, et dilucide explicantur. Nec non Vini genera plurima, ac de Vini commercio, et usu solerti cura proponuntur..., Venise, Giunta, 1629[3].

1. Le premier chapitre traite de viticulture, des soins à donner aux vignes, des maladies.
2. Le second s'occupe de vinification, vendanges, travaux de cave.
3. Le troisième parle des différents vins, avec des détails intéressants sur les différents crus (Falerne, Lacrima, nombreux vins de la région de Naples), des rites religieux concernant le vin, bénédiction des vendanges, fêtes sacrées, origine divine du raisin, vin de messe, bacchanales, etc. La dernière partie traite de la législation.

- (la) Prospero Randella, In retiquias juris longobardi, Naples, 1609[4]
- (la) Prospero Randella, Tractatus de iure protomiseos sive congrui, Naples, 1614
- (la) Prospero Randella, De pascuis, defensis, forestis e aquis regum, baronum, universatum et singolorum, De columbis et columbaris e de oleao et oleo, Trani, 1630

## Biographie
- (it) Luigi Russo, Per Prospero Rendella:amico delle muse, Grafischena, 1977, 144 p..
- (it) Domenico Maffei, Prospero Rendella, giureconsulto e storiografo : con note su altri giuristi meridionali, Biblioteca comunale Prospero Rendella, 1987, 69 p..
- (it) Annastella Carrino, La città aristocratica : linguaggi e pratiche della politica a Monopoli fra ..., google books (lire en ligne).